# SCCP
SCCP — Skinny Client Control Protocol, корпоративный (проприетарный) VoIP-протокол для управления взаимодействием между оконечными телефонным устройствами и сервером телефонной системы - IP-АТС. По своим функциям SCCP аналогичен открытым протоколам SIP, H.323 и MGCP, а также закрытому проприетарному протоколу UNIStim компании Nortel (Avaya). Протокол Skinny разработан изначально компанией Selsius, впоследствии дорабатывался и поддерживался компанией Cisco Systems Inc., которая приобрела на него права с покупкой Selsius в 1998 году. В качестве напоминания о Selsius во всех современных Cisco IP-телефонах название идентификатора устройства для регистрации в CallManager начинается с SEP—это Selsius Ethernet Phone—после которых следует MAC-адрес. 

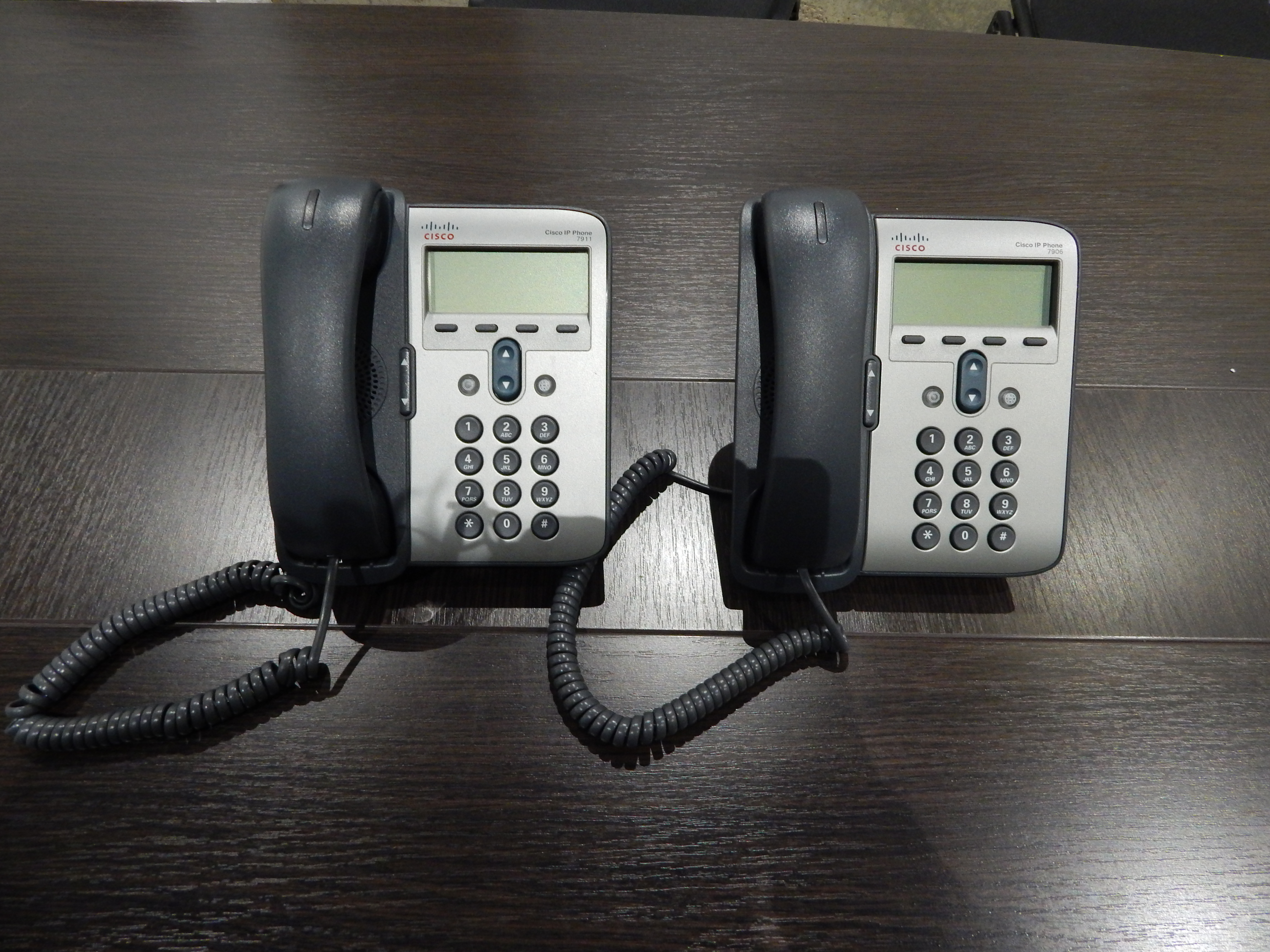
IP-телефоны Cisco 7911

SCCP определяет набор сообщений между Skinny-клиентом для взаимодействия проводных и беспроводных IP-телефонов Cisco 7900 серии, таких как Cisco 7960, 7940, 7920, с сервером голосовой почты Cisco Unity и Cisco CallManager. Последний обеспечивает сигнализацию не только SCCP, но и большинству VoIP протоколов — H.323, SIP, и MGCP.
Skinny использует по умолчанию стандартный порт 2000 для передачи данных по TCP/IP как транспортному протоколу для сигнализации вызовов и контроля соединения и RTP/UDP/IP в качестве инструмента передачи медиа-данных — real time audio. При этом протокол RTCP не используется и для контроля за состоянием статуса передачи медиа-трафика используется другой механизм: терминалом-клиентом отправляет специальное сообщение для запроса диагностической информации по RTP-сессии, как то: информации о задержках и потерях медиа-пакетов, состоянии джиттер-буфера, принятых и отправленных пакетах и т.д. и т.п. (вместо отчётного принципа используемого в RTCP). 
Кроме стандартных сигнальных функций управления вызовами, обеспечиваемых протоколом Skinny, потребовались дополнительные расширенные опции и ДВО, такие как: перевод звонка (трансфер), перехват звонка (пикап), конференции и сообщения голосовой почты. Все эти опции были невозможны при использовании чистого Skinny протокола, что и послужило причиной создания SCCP, поэтому его называют иногда расширенным Skinny.

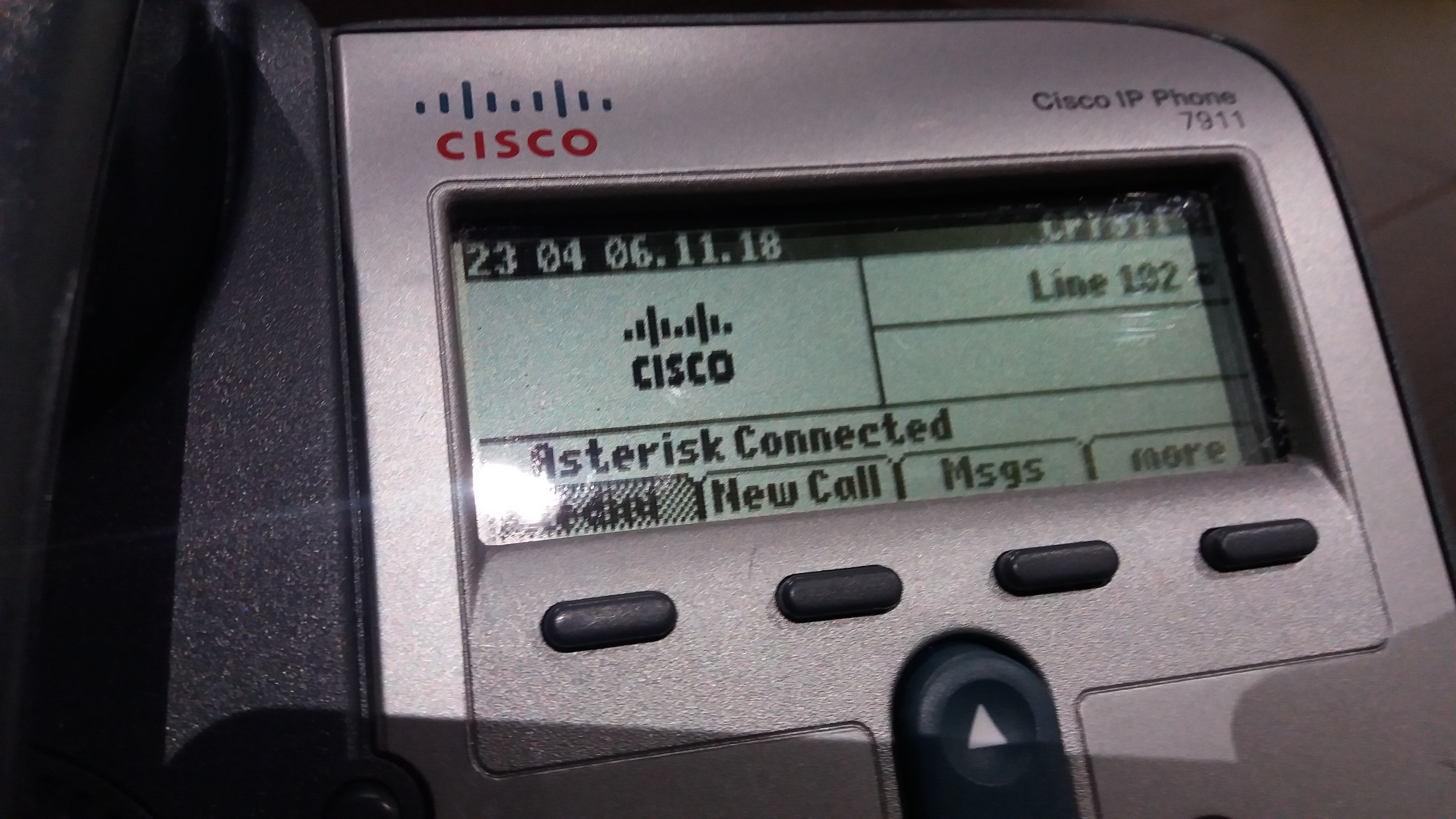
IP-телефон Cisco CP7911 подключен к Asterisk

SCCP поддерживается некоторыми сторонними производителями оборудования и программного обеспечения, например — Symbol Technologies, IPBlue и SocketIP. Skinny/SCCP используется также в платформах с открытым кодом — например в IP-АТС Asterisk. Некоторые производители телекоммуникационных решений для VoIP, реализовали поддержку протокола SCCP в своих продуктах. К ним относятся: Digium (компания-разработчик Asterisk), САТЕЛ ПрО в VoIP-платформе РТУ, SocketIP и Symbol Technologies.

## Синтаксис и примеры сообщений
MessageID каждого сообщения описывает соответствующее ему событие, также, в каждом сообщении есть указание StationInit, если источником является клиент и StationIniD, если источником является станция. Всё это достаточно удобно использовать для контроля за ситуацией и отладки проблем.
| Список сообщений SCCP | Список сообщений SCCP                              | Список сообщений SCCP |
| Code                  | Station Message ID Message                         | Комментарий |
| --------------------- | -------------------------------------------------- | --- |
| 0x0000                | Keep Alive Message                                 | Отправляется от сервера к клиенту сразу после регистрации |
| 0x0001                | Station Register Message                           | Запрос регистрации на сервере |
| 0x0002                | Station IP Port Message                            | Отправляет клиент для указания номера UDP порта для RTP сессии |
| 0x0003                | Station Key Pad Button Message                     | |
| 0x0004                | Station Enbloc Call Message                        | |
| 0x0005                | Station Stimulus Message                           | |
| 0x0006                | Station Off Hook Message                           | Отправляет клиент при снятии телефонной трубки |
| 0x0007                | Station On Hook Message                            | |
| 0x0008                | Station Hook Flash Message                         | |
| 0x0009                | Station Forward Status Request Message             | |
| 0x11                  | Station Media Port List Message                    | |
| 0x000A                | Station Speed Dial Status Request Message          | |
| 0x000B                | Station Line Status Request Message                | |
| 0x000C                | Station Configuration Status Request Message       | |
| 0x000D                | Station Time Date Request Message                  | |
| 0x000E                | Station Button Template Request Message            | |
| 0x000F                | Station Version Request Message                    | |
| 0x0010                | Station Capabilities Response Message              | |
| 0x0012                | Station Server Request Message                     | |
| 0x0020                | Station Alarm Message                              | |
| 0x0021                | Station Multicast Media Reception Ack Message      | |
| 0x0024                | Station Off Hook With Calling Party Number Message | |
| 0x22                  | Station Open Receive Channel Ack Message           | |
| 0x23                  | Station Connection Statistics Response Message     | |
| 0x25                  | Station Soft Key Template Request Message          | |
| 0x26                  | Station Soft Key Set Request Message               | |
| 0x27                  | Station Soft Key Event Message                     | В момент начала вызова (new call), данное сообщение содержит первую цифру вызываемого номера. Может также содержать промежуточные цифры номера или запрос на завершение соединения (end call) |
| 0x28                  | Station Unregister Message                         | |
| 0x0081                | Station Keep Alive Message                         | |
| 0x0082                | Station Start Tone Message                         | Включает зумер |
| 0x0083                | Station Stop Tone Message                          | |
| 0x0085                | Station Set Ringer Message                         | |
| 0x0086                | Station Set Lamp Message                           | |
| 0x0087                | Station Set Hook Flash Detect Message              | |
| 0x0088                | Station Set Speaker Mode Message                   | |
| 0x0089                | Station Set Microphone Mode Message                | |
| 0x008A                | Station Start Media Transmission                   | |
| 0x008B                | Station Stop Media Transmission                    | |
| 0x008F                | Station Call Information Message                   | |
| 0x009D                | Station Register Reject Message                    | |
| 0x009F                | Station Reset Message                              | |
| 0x0090                | Station Forward Status Message                     | |
| 0x0091                | Station Speed Dial Status Message                  | |
| 0x0092                | Station Line Status Message                        | |
| 0x0093                | Station Configuration Status Message               | |
| 0x0094                | Station Define Time & Date Message                 | |
| 0x0095                | Station Start Session Transmission Message         | |
| 0x0096                | Station Stop Session Transmission Message          | |
| 0x0097                | Station Button Template Message                    | |
| 0x0098                | Station Version Message                            | |
| 0x0099                | Station Display Text Message                       | Сообщение выводит на дисплей сообщение “Введите номер” |
| 0x009A                | Station Clear Display Message                      | |
| 0x009B                | Station Capabilities Request Message               | |
| 0x009C                | Station Enunciator Command Message                 | |
| 0x009E                | Station Server Respond Message                     | |
| 0x0101                | Station Start Multicast Media Reception Message    | |
| 0x0102                | Station Start Multicast Media Transmission Message | |
| 0x0103                | Station Stop Multicast Media Reception Message     | |
| 0x0104                | Station Stop Multicast Media Transmission Message  | |
| 0x105                 | Station Open Receive Channel Message               | |
| 0x0106                | Station Close Receive Channel Message              | |
| 0x107                 | Station Connection Statistics Request Message      | Отправляется клиентом для запроса диагностической информации (информации о задержках и потерях медиа-пакетов, джиттер-буфере, принятых и отправленных пакетах и т.д. )                        |
| 0x0108                | Station Soft Key Template Respond Message          | |
| 0x109                 | Station Soft Key Set Respond Message               | |
| 0x0110                | Station Select Soft Keys Message                   | |
| 0x0111                | Station Call State Message                         | |
| 0x0112                | Station Display Prompt Message                     | |
| 0x0113                | Station Clear Prompt Message                       | |
| 0x0114                | Station Display Notify Message                     | |
| 0x0115                | Station Clear Notify Message                       | |
| 0x0116                | Station Activate Call Plane Message                | |
| 0x0117                | Station Deactivate Call Plane Message              | |
| 0x118                 | Station Unregister Ack Message                     | |